# About Last Night
About Last Night és una pel·lícula de comèdia romàntica nord-americana del 2014 protagonitzada per Kevin Hart, Michael Ealy, Regina Hall i Joy Bryant. És un remake de la pel·lícula homònima de 1986; ambdues pel·lícules es basen en l'obra de 1974 de David Mamet Sexual Perversity in Chicago. El remake, amb un repartiment predominantment negre, està dirigit per Steve Pink i escrit per Leslye Headland. Explica la història de Danny (Ealy) i Debbie (Bryant), i Bernie (Hart) i Joan (Hall), dues parelles que posen a prova com funcionen les seves relacions en el món real.
Mentre que la pel·lícula original està ambientada a Chicago, Illinois, el remake està ambientat a Los Angeles, Califòrnia, on es va rodar a finals de 2012. Es va produir amb un pressupost de 13 milions de dòlars. La pel·lícula es va estrenar al Festival de Cinema Panafrican l'11 de febrer de 2014 i es va estrenar als cinemes el dia de Sant Valentí, el 14 de febrer de 2014. La pel·lícula va rebre crítiques generalment positives, amb la majoria de la crítica elogiant l'humor entre Hart i Hall. La pel·lícula va recaptar 50 milions de dòlars a taquilla. Ha estat subtitulada al català.

## Repartiment
A la pel·lícula hi apareixen els següents actors:
| Principal - Kevin Hart com a Bernie - Michael Ealy com a Danny - Regina Hall com a Joan - Joy Bryant com a Debbie | Secundari - Christopher McDonald com a Casey McNeil - Adam Rodríguez com a Steven Thaler - Joe Lo Truglio com a Ryan Keller - Paula Patton com a Alison |